# Rik Coolsaet
Rik Coolsaet (Elsene, 1 april 1951) is een Belgische politicoloog.

## Biografie
Hij was adjunct-kabinetschef bij Minister van landsverdediging Guy Coëme (1988–1992) en adjunct-kabinetschef bij opeenvolgende ministers van Buitenlandse Zaken (1992–1995). In 1991, als adjunct-kabinetschef bij de toenmalige minister van Landsverdediging Guy Coëme, was hij de architect van de dubbele Belgische weigering om tijdens de Golfoorlog granaten te leveren aan de Britten. Tijdens de Rwandese Genocide was hij bij toenmalig minister Willy Claes de belangrijkste contactpersoon.
Coolsaet is emeritus gewoon hoogleraar internationale betrekkingen en voormalig hoofd van het Ghent Institute for International Studies (GIIS) van de Universiteit Gent. Van 2002 tot 2009 was hij directeur van het programma 'Veiligheid & Global Governance' aan het Egmont-Koninklijk Instituut voor Internationale Betrekkingen te Brussel. Hij was lid van de oorspronkelijke Expert Group on Violent Radicalisation van de Europese Commissie (2006) en vervolgens van het European Network of Experts on Radicalisation (ENER). Thans is hij als Senior Associate Fellow verbonden aan het Egmont Instituut.
In zijn boek Geschiedenis van de wereld van morgen (Leuven, Van Halewyck, 2008) beschreef hij hoe vanaf de jaren zeventig de wereld steeds sneller in een stroomversnelling is geraakt en samenlevingen wereldwijd als gevolg daarvan in een identitaire kramp zijn geschoten, op zoek naar zekerheden in een complexe wereld. In 2021 verscheen een geactualiseerde versie onder de titel Vergeet dat onze tijd zoveel complexer is dan alles wat ooit voorafging (Tielt, Kritak). Dat maakte opnieuw een balans op van de staat van de wereld, van de grote omgeving van de wereldpolitiek en van de kleine omgeving van ons dagelijks leven. Het boek schetste hoe deze stroomversnelling, met wortels in de jaren 70 en 80, in de jaren 90 uitgemond is in een nieuw soort samenleving, een middenklassensamenleving. Onzekerheid, individualisme en ongelijkheid zijn haar kenmerken.